# 大岛美惠子
大岛美惠子（1939年3月3日—），日本生物化学学者，医学博士。专业领域为生物医学中的脂质代谢，退休後專注在科技與社會，試圖將生物學研究應用至公益。

## 生平
大岛美惠子原姓绪方，祖父绪方知三郎是病理学家。高祖父绪方洪庵是日本江户幕府末期引入西方近代医学、兰学（用荷兰语研究学习西方学术文化）的鼻祖。
1962年毕业于庆应义塾大学工学部应用化学系，毕业后即赴美留学（硕士研究生课程、Graduate School、University of 0klahoma），转攻生物化学（获硕士学位，Master of Science）。回国后，进入东京大学医学系研究生院完成博士课程（生化学专业），1971年获医学博士学位。
1972年至1985年任北里大学医学部生化学专业专任讲师、国立医疗中心生化学研究室室长。1993年任国立国际医疗中心研究所代谢疾病研究部长。1999年于该岗位退休。2001年至2009年任东北公益文科大学副校长。2000年至2009年任日本公益学会会长。
现任财团法人日本科学协会会长、东北公益文科大学名誉教授、特定非营利活动法人生活与生命广场21代表、内阁生命科学推进战略官民会议及国民了解作业部委员、社团法人发酵工业协会理事、日本脂质生化学会干事、鹤岗观光大使等职。
目前主要研究题目为：生命公益论、医疗公益论。